# 사이몬 후미
사이몬 후미(柴門 ふみ, 1957년 1월 19일 ~)는 도쿠시마현 도쿠시마시 출신 일본의 만화가이자 수필가이다. 거품 경제 시절 발표했던 작품들이 트렌디 드라마의 원작으로 사용됐으며, 많은 연애 수필을 집필했다.

## 주요 작품

### 만화
- P.S. 건강합니다, 슌페이
- 동급생
- 도쿄러브스토리
- 가족의 식탁
- 이스나로 백서
- Age,35
- 비혼가족
- 구룡에서 만나요
- 고바야카와 노부키의 사랑
- 하나와가의 네자매

### 저서
- 0.3초가 여자와 남자의 만남을 결정한다 ISBN 978-89-8447-618-9